# Reino de Ruanda
El Reino de Ruanda (también conocido como el Reino de Banyarwanda) fue un reino precolonial en África oriental que comenzó aproximadamente en 1081, que sobrevivió con parte de su autonomía intacta bajo los imperios coloniales alemán y belga hasta que su monarquía fue abolida en la revolución ruandesa. Después de un referéndum de 1961, Ruanda se convirtió en una república y recibió su independencia en 1962.
El reino fue fundado en el siglo XV por una tribu pastoral, los tutsi, que ocuparon aproximadamente el territorio que hoy controla el Estado de Ruanda, que antes fue ocupado por Bélgica durante el periodo colonial europeo en África.

## Historia
En el siglo XV una jefatura logró incorporar varios de sus territorios vecinos cercanos que establecieron el Reino de Ruanda después de la desintegración del Imperio Bunyoro-Kitara (Imperio Bachwezi), que gobernó la mayor parte de lo que ahora se considera Ruanda, Burundi, Uganda y partes de Tanzania. Los hutu, que conformaban el 82-85% de la población, eran en su mayoría campesinos, mientras que los reyes, conocidos como mwamis, generalmente eran de origen tutsi. Ciertamente, algunos hutus eran nobles e igualmente se produjo una mezcla considerable.[cita requerida]
Antes del siglo XIX, se creía que los tutsis tenían poder de liderazgo militar, mientras que los hutus poseían poder curativo y habilidades agrícolas. En esta capacidad, el consejo de asesores de los mwami (abiiru) era exclusivamente hutu y tenía una influencia significativa. A mediados del siglo XVIII, sin embargo, el abiiru se había ido marginando cada vez más.
La posición de la Reina Madre era importante, administrando la casa real y estando muy involucrada en la política de la corte. Cuando sus hijos ascendían al trono, las madres tomaban un nuevo nombre. Esto estaría compuesto por nyira-, que significa "madre de", seguido, por lo general, del nombre real del nuevo rey; solo los reyes llamados Mutara no seguían esta convención, sus madres tomaban el nombre de Nyiramavugo (madre del buen consejo).
Como los reyes centralizaron su poder y autoridad, distribuyeron la tierra entre los individuos en lugar de permitir que se transmitiera a través de grupos de linajes, de los cuales muchos jefes hereditarios habían sido hutu. La mayoría de los jefes nombrados por los mwamis eran tutsis. La redistribución de la tierra, promulgada entre 1860 y 1895 por Kigeli IV Rwabugiri, dio lugar a un sistema de patronaje impuesto, según el cual los jefes tutsi designados exigían trabajo manual a cambio del derecho de los hutus a ocupar sus tierras. Este sistema dejó a los hutus en un estado de siervos con jefes tutsi como sus amos feudales.
Bajo el mwami Rwabugiri, Ruanda se convirtió en un estado expansionista. Rwabugiri no se molestó en evaluar las identidades étnicas de los pueblos conquistados y simplemente los calificó de "hutu". El título "Hutu", por lo tanto, llegó a ser una identidad transétnica asociada con la subyugación. Si bien privó aún más a los hutus social y políticamente, esto ayudó a consolidar la idea de que los hutu y los tutsi eran distinciones socioeconómicas, no étnicas. De hecho, uno podría kwihutura, o "perder estatus de Hutu", acumulando riqueza y elevándose a través de la jerarquía social.
En 1961, se llevó a cabo un referéndum sobre la monarquía en el que los participantes votaron por una gran mayoría en contra del rey reinante Kigeli V y decidieron convertir a Ruanda en una república. El sufragio femenino se introdujo en 1961.